# SS-Junkerschule
SS-Junkerschule ("Scuole per cadetti") è il termine utilizzato per indicare le accademie militari istituite dalle SS per formare giovani ufficiali da arruolare nelle Waffen-SS.
Le due originarie Junkerschule a Bad Tölz e a Braunschweig furono aperte rispettivamente nel 1934 e nel 1935. A queste, durante la seconda guerra mondiale, vennero affiancate altre due nuove accademie, una a Klagenfurt in Austria il 1º giugno 1944, l'altra a Praga in Cecoslovacchia, per rispondere alla crescente domanda di ufficiali.
In tutto formarono 15.000 ufficiali.

## Campagna di reclutamento

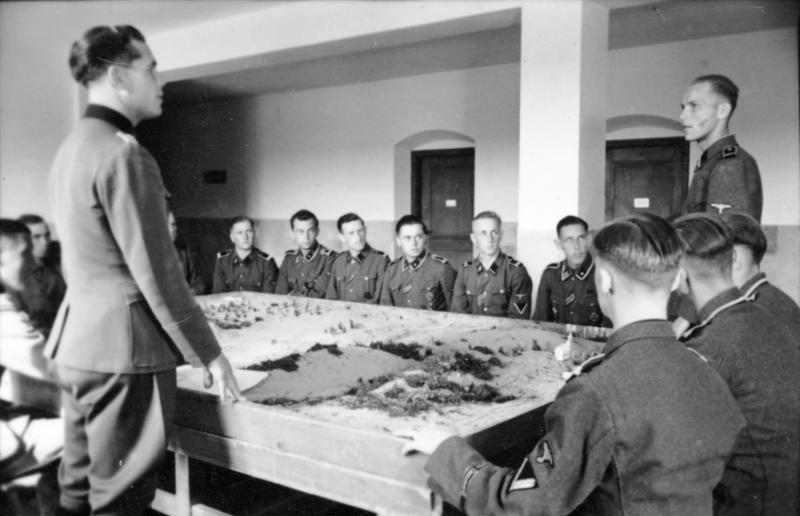
Lezione a Bad Tölz nel 1942

Nel 1934 le unità armate delle SS promossero una campagna per il reclutamento di ufficiali, rivolta ai giovani scartati dalla Wehrmacht.
Fedele alla sua tradizione aristocratica, l'Esercito tedesco accoglieva infatti soltanto allievi ufficiali di buona famiglia che avessero conseguito almeno un diploma di scuola media superiore.
Le SS, invece, accettavano tutti i candidati aventi almeno un'età di 24 anni, un'altezza di almeno 1,74 metri, oltre a risultare fisicamente abili e idonei dal punto di vista razziale, a prescindere dalla loro estrazione sociale e titolo di studio. Il principale artefice di questo programma fu Paul Hausser.

## Programma delle SS-Junkerschulen

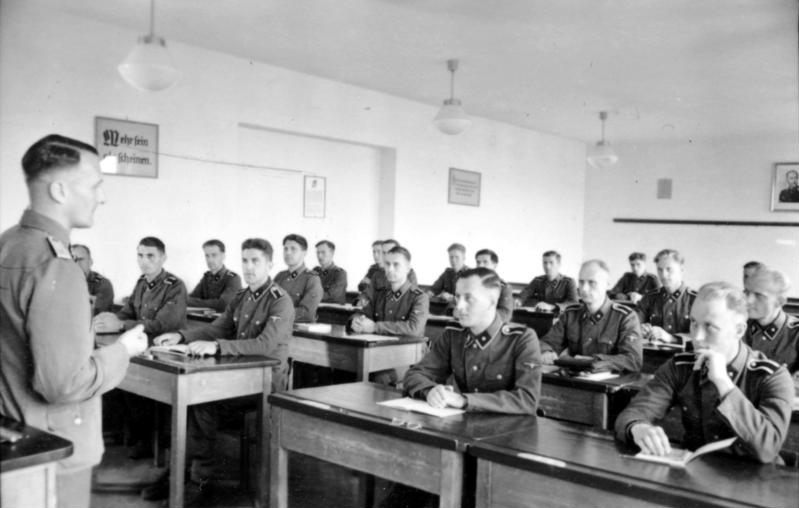
Lezione a Bad Tölz nel 1942

Al centro del programma delle Junkerschulen vi erano le esercitazioni militari e le attività sportive.
Il corso durava cinque mesi e comprendeva lezioni di tattica militare, simulata su plastici e di lettura guidata del Mein Kampf di Hitler.
L'ideologia politica era una materia di studio fondamentale, basti pensare che un candidato su tre veniva respinto agli esami per scarsa preparazione in ideologia politica.

## Obiettivi principali delle SS-Junkerschulen

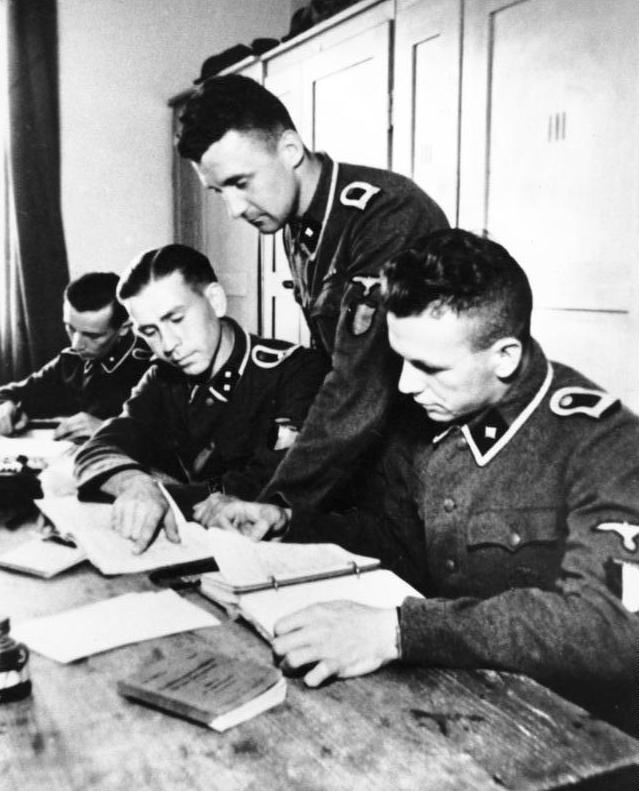
Cadetti a lezione di «storia germanica»

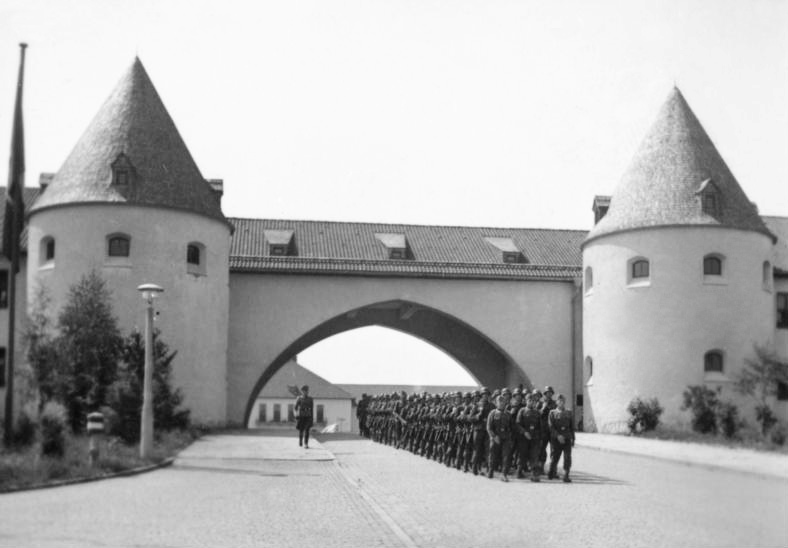
SS-Junkerschule Bad Tölz 1942

L'obiettivo principale era tuttavia quello di creare ufficiali che fossero in grado di combattere correndo.
Le esercitazioni erano il più possibile realistiche, con l'uso di munizioni vere e di pesanti tiri di sbarramento di artiglieria, di modo che ogni uomo si abituasse perfettamente all'uso di una grande varietà di armi e a restare entro i 90-100 metri dal proprio fuoco di artiglieria.
A differenza dei rispettivi colleghi dell'esercito, ai cadetti delle SS si insegnava a cavarsela da soli e a non contare troppo sugli ordini dei superiori.
Di conseguenza essi acquistarono un notevole grado di autonomia che molto spesso sfociava nella temerarietà: difatti tra il 1939 e il 1942 i primi 45 allievi ufficiali diplomanti a Bad Tölz nel 1944 furono quasi tutti uccisi in battaglia.

## Letteratura
- Bernhard Kiekenap: SS-Junkerschule. SA und SS in Braunschweig, Braunschweig 2008